# Сіллі-Рок
Сіллі-Рок (англ. Scilly Rock) — невеличкий скелястий острів в архіпелазі островів Сіллі, Велика Британія, омивається Кельтським морем.